# Julia Sevilla Merino
Julia Sevilla Merino (València, 1940), és una jurista i feminista valenciana, professora honorífica del Departament de Dret Constitucional, Ciència Política i de l'Administració de la Universitat de València, i membre de l'Institut Universitari d'Estudis de la Dona i va ser lletrada durant anys a les Corts Valencianes. Mare de dos fills i dos filles, és una destacada activista per la igualtat.

## Biografia
Es va llicenciar i doctorar en Dret per la Universitat de València, sent posteriorment professora ajudant a la Facultat de Dret fins que en desembre de 1979 va guanyar la plaça per oposició, com a professora adjunta de Teoria de l'Estat de l'antiga Facultat de Ciències Econòmiques i Empresarials i primera professora titular de Dret Constitucional de les universitats espanyoles. L'any 1983 fou nomenada Lletrada de les Corts Valencianes, sent la primera dona en ocupar tal càrrec. En 1993 va ser adjunta del Síndic de Greuges.
Ha estat compromesa amb la societat valenciana i ha lluitat per la igualtat efectiva entre homes i dones. Va fundar la Federació de Dones Progressistes de la Comunitat Valenciana, que va presidir, igual que va contribuir a fundar la Xarxa Feminista de Dret Constitucional, sent actualment membre de la Federació Espanyola del Lobby Europeu de Dones (CELEM). Va ser precursora en l'acadèmia espanyola dels estudis constitucionalistes amb perspectiva de gènere.
La seua activitat investigadora s'ha centrat en la participació política de les dones, la discriminació per raó de gènere i la representació paritària, i ha estat reconeguda com una dona precursora en els estudis constitucionalistes amb perspectiva de gènere. La seua contribució científica ha estat clau en la conceptualització del gènere com a categoria d'anàlisi jurídica constitucional amb l'objectiu d'avançar cap a una societat més plural, democràtica i igualitària.
Va rebre la Medalla de la Universitat de València el 17 de desembre de 2018. La 'laudatio' la va llegir la ministra i vicepresidenta del Govern d'Espanya Carmen Calvo.

## Premis
- 2018: Medalla d'Or de la Universitat de València[1]
- Francesc de Vinatea[3]
- Premi Celia Amorós de la Diputació de València en la lluita contra la violència de gènere[5]

## Obra publicada
- Mujeres y ciudadanía: La democracia paritaria ISBN 978-84-370-6023-1